# Dobszay Péter
Dobszay Péter (Budapest, 1990. november 13. –) Junior Prima díjas magyar karmester, orgonaművész. Az Alba Regia Szimfonikus Zenekar művészeti vezetője és vezető karmestere, a Szegedi Nemzeti Színház zeneigazgatója, a Liszt Ferenc Zeneművészeti Egyetem óraadó tanára. Csaknem mindegyik hivatásos magyar szimfonikus zenekart vezényelte már, a legkülönbözőbb műfajokban. Templomi- és koncertorgonistaként is aktív, Európában és Ázsiában is számos helyen fellépett mindkét minőségében.

## Élete
Édesapja Dobszay Tamás, az Eötvös Loránd Tudományegyetem docense, történész, édesanyja programtervező matematikus. Dobszay László zenetudós-karnagy unokája. Nagynénje, Dobszay Ágnes egyházzenetörténész és egyetemi tanár. Egész családjában fontos szerepe van a zenének.
Felesége Dobszay-Meskó Ilona zeneszerző és karmester. Gyermekeik László (2015) és Anna (2017).

### Pályafutása
Gimnáziumi tanulmányait a Madách Imre Gimnáziumban végezte.
2009-től a Liszt Ferenc Zeneművészeti Egyetem orgona szakát végezte Fassang László, Pálúr János és Ruppert István növendékeként. 2010-ben másodéves hallgatóként a 17. Petr Eben Nemzetközi Orgonaverseny harmadik díjában részesült. Európa-szerte adott már koncerteket, fellépett Németországban, Svájcban, Csehországban, Romániában és Ausztriában. Bécsben szólóestje volt, és meghívott művészként szerepelt a prágai Szent Jakab Templom rangos orgonafesztiváljának programjában. Tudását olyan világszerte elismert orgonaművészek mesterkurzusain tökéletesítette, mint Olivier Latry, Christoph Bossert, David Titterington, vagy Jacques van Oortmerssen.
2010-ben felvételt nyert a Zeneakadémia Tehetséggondozó Programjába, ahova nemzetközi koncertkarrierre hivatott fiatal művészeket válogattak be. 2013-tól orgonatanulmányai mellett felvételt nyert az egyetem karmester szakára is, ahol 2015-ben diplomázott. A szakma alapjait Hamar Zsolt vezetésével sajátította el. A karmesterképzőn Ligeti András, Gál Tamás, valamint Medveczky Ádám növendéke lett, majd 2014 őszén részt vett Eötvös Péter karmesterkurzusán. 2017-ben döntőse és közönségdíjasa volt a Maestro Solti Nemzetközi Karmesterversenynek.
2013-tól a Dohány utcai zsinagóga, majd 2015-től a Gazdagréti Szent Angyalok-templom első orgonistája is. 2015-től a Szolnoki Szimfonikus Zenekar karmestere. 2021-től az Alba Regia Szimfonikus Zenekar művészeti vezetője és vezető karmestere. 2023-ban Barnák László igazgatói pályázatában felkérte a Szegedi Nemzeti Színház zenei vezetőjének és az opera tagozat vezetésére. A szeptember 5-i társulati üléssel hivatalosan is a színház zeneigazgatója lett. A Liszt Ferenc Zeneművészeti Egyetem zeneszerzés tanszékének óraadó ensemble vezénylés és kortárszene tanára.
Visszatérő vendégkarmester a Nemzeti Filharmonikus Zenekarnál, Magyar Állami Operaház együtteseinél, a Magyar Rádió Szimfonikus Zenekaránál, a Pannon Filharmonikusoknál, az Óbudai Danubia Zenekarnál, a Győri Filharmonikus Zenekarnál, a Savaria Szimfonikus Zenekarnál, a Szegedi Szimfonikus Zenekarnál, a Miskolci Szimfonikus Zenekarnál, a MÁV Szimfonikus Zenekarnál és a Budapesti Operettszínháznak, ahol az előadásaik rendszeres közreműködője. Dirigálta a Budafoki Dohnányi Zenekart, a Zuglói Filharmóniát, a Duna Szimfonikus Zenekart, a veszprémi Mendelssohn Kamarazenekart és az Anima Musicae Kamarazenekart is. Rendszeres egyházi felkéréseknek eleget téve gyakran vezényel oratorikus koncerteket. Színpadi műfajokban is otthonosan mozog, operákat éppúgy dirigál, mint musicalt és operettet (pl. Marica grófnő, Diótörő, Mária főhadnagy). Fontosnak tartja a kortárszene jelenlétét a hangversenyéletben. 2017 óta szoros együttműködésben áll a Studio 5 zeneszerző formációval is. Több úgynevezett Z-felvételt készített a Magyar Rádió számára, és számos ősbemutató is fűződik a nevéhez.
Világszerte fellépett már karmesteri és orgonista minőségben. Vezényelte Japánban a Kiotói Zenei Fesztivál zenekarát, Oroszországban a Jekatyerinburgi Uráli Állami Muszorgszkij Konzervatórium zenekarát, Németországban a Philharmonisches Orchester Altenburg-Gerát és Romániában a Nagyváradi Állami Filharmóniát, valamint a Marosvásárhelyi Állami Filharmóniát és a Szatmárnémeti Dinu Lipatti Állami Filharmóniát. Magyarországon dirigált a Müpa és a Zeneakadémia nagytermében, továbbá a pécsi Kodály Központban. Orgonált Izraelben a jeruzsálemi Szent Sír-templomban, Svájcban a Genfi Zenei Konzervatórium nagytermében, Bécsben a Stephansdomban és Macedóniában is.

## Diszkográfia
Albumok, amiken közreműködött:
- Szeged Trombone Ensemble - Over Tonality (magánkiadás, 2019)
- Zukunftsmusik ostwärts (klanglogo, 2020)

## Díjai, elismerései
- 3. díj – 17. Petr Eben Nemzetközi Orgonaverseny (2010)[34][35]
- 3. helyezett, a Kecskeméti Kodály Intézetért Alapítvány ösztöndíja – Lantos Rezső Karvezető Verseny (2013) (tanár: Gál Tamás)[36]
- 3. helyezett, a Kecskeméti Kodály Intézetért Alapítvány ösztöndíja – Lantos Rezső karvezető verseny (2014)[9]
- Magyar Kodály Társaság különdíja – Lantos Rezső karvezető verseny (Kodály Gömöri dalának legjobb előadásáért, 2014)[9]
- előadói díj (karmester) - Zeneakadémia Zeneszerző Verseny (2015)[37]
- közönségdíj – Maestro Solti Nemzetközi Karmesterverseny (2017)[11]
- Junior Prima díj zeneművészet kategória (2019)[38]